# Шанак-ле-Мин
Шана́к-ле-Мин (фр. Chanac-les-Mines, окс. Chanac) — коммуна во Франции, находится в регионе Лимузен. Департамент — Коррез. Входит в состав кантона Тюль-Кампань-Сюд. Округ коммуны — Тюль.
Код INSEE коммуны — 19041.
Коммуна расположена приблизительно в 410 км к югу от Парижа, в 80 км юго-восточнее Лиможа, в 5 км к востоку от Тюля.

## Население
Население коммуны на 2008 год составляло 503 человека.
| 1962 | 1968 | 1975 | 1982 | 1990 | 1999 | 2008 |
| ---- | ---- | ---- | ---- | ---- | ---- | ---- |
| 268  | 291  | 389  | 511  | 511  | 482  | 503  |

## Экономика

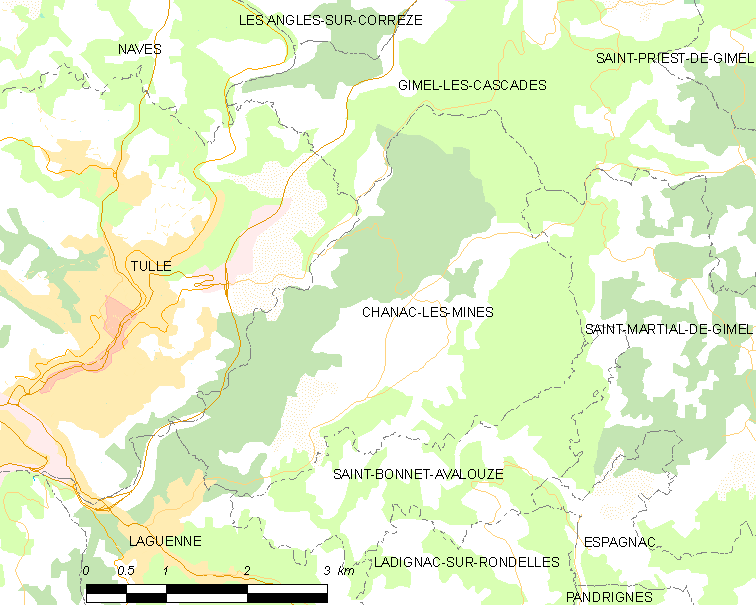
Карта коммуны

В 2007 году среди 308 человек в трудоспособном возрасте (15-64 лет) 224 были экономически активными, 84 — неактивными (показатель активности — 72,7 %, в 1999 году было 71,7 %). Из 224 активных работали 215 человек (106 мужчин и 109 женщин), безработных было 9 (6 мужчин и 3 женщины). Среди 84 неактивных 20 человек были учениками или студентами, 56 — пенсионерами, 8 были неактивными по другим причинам.

## Достопримечательности
- Крест XVI века. Памятник истории с 1925 года[3]